# Bardoňovo
Bardoňovo (maďarsky Barsbaracska) je obec na Slovensku, v okrese Nové Zámky. Žije v ní 657 obyvatel.

## Historie
První písemná zmínka o Bardoňovu pochází z roku 1269, kdy byla vesnice uvedena pod názvem Barakcha. Později se používaly tvary Brakcha (1298), Baracha (1327), Nogbrakcha (1394), Barachko (1395), Baracžka (1773), Baracska, také Baračka (1920) a Bardoňovo (1948).
Lokalitabyla osídlená na sklonku mladší doby kamenné, která tu zanechala své stopy. Na území obce je archeologicky doložené sídlo čačanské a velatické kultury z mladší doby bronzové a římsko-barbarské sídlo. Vesnice patřila zemanům z Baračky, Berše, Kľačan a Šimonovan. Roku 1395 zeměpán Barakchai Ján daroval svou část Malou Barakchu opatství klášteru v Hronském Beňadiku, který se stal spolumajitelem vsi.
Roku 1601 stál ve vsi hospodářský dvůr a 44 domů, roku 1715 jsou doloženy vinice a 23 plátců daně, v roce 1828 žilo v 84 domech 591 obyvatel. Obyvatelé se zaměřovali na polnohospodářství a vinohradnictví. Za první republiky byli v obci velkostatky Kelcsényiho a Hoffera. V letech 1938 až 1945 byla obec připojená k Maďarsku.

## Přírodní poměry
Obec leží ve východní části Pohronské pahorkatiny v údolí Bardoňovského potoka. Odlesněné pahorkatinné území se nachází v nadmořské výšce 160–248 metrů, střed obce je ve výšce 197 metrů. Území je tvořeno plochými hřbety terciérních usazenin pokrytých spraší a sprašovými hlínami. Půdním typem je hnědozem.
Celková rozloha území je 23,81 km², z toho 82 % tvoří zemědělská půda. Celkové využití půdy (2020): 78 % orná půda, 7 % lesy, 21 % zastavěná plocha atd. V roce 2023 pokrývaly 175,6 ha lesy, orná půda zaujímala 1855,3 ha a 90,5 ha byla zastavěná plocha.
Sousední obce:
| Trávnica | Beša                    |                             |
| Pozba    |                         | Dolný Pial. Tekovské Lužany |
|          | Plavé Vozokany, Dedinka |                             |

## Symboly obce
V patě červeného štítu se nacházejí stříbrné radlice - souměrně skolněný lemeš s dvěma položenými radlicemi po boku. Nad tím zlatovlasí, stříbrno odění, zlato obutí apoštolové svatý Petr se zlatou knihou v ruce před sebou a v levici zlatý perlou zdobený klíč a svatý Pavel v pravici se stříbrným skloněným mečem se zlatou rukovětí a se zlatou knihou v levici před sebou. To vše převýšené třemi stříbrnými hvězdami.
Pečeť obce je okrouhlá, uprostřed s obecním symbolem s kruhopisem OBEC BARDOŇOVO.
Vlajka obce se skládá z pěti podélných pruhů v barvách žluté 1/7, bílé 1/7, červené 3/7, bílé 1/7 a žluté 1/7. Má poměr 2:3 a ukončená je třemi cípy, tj. dvěma zástřihy, sahajícími do třetiny jejího listu.

## Pamětihodnosti
- Kaštel s parkem z 18. století

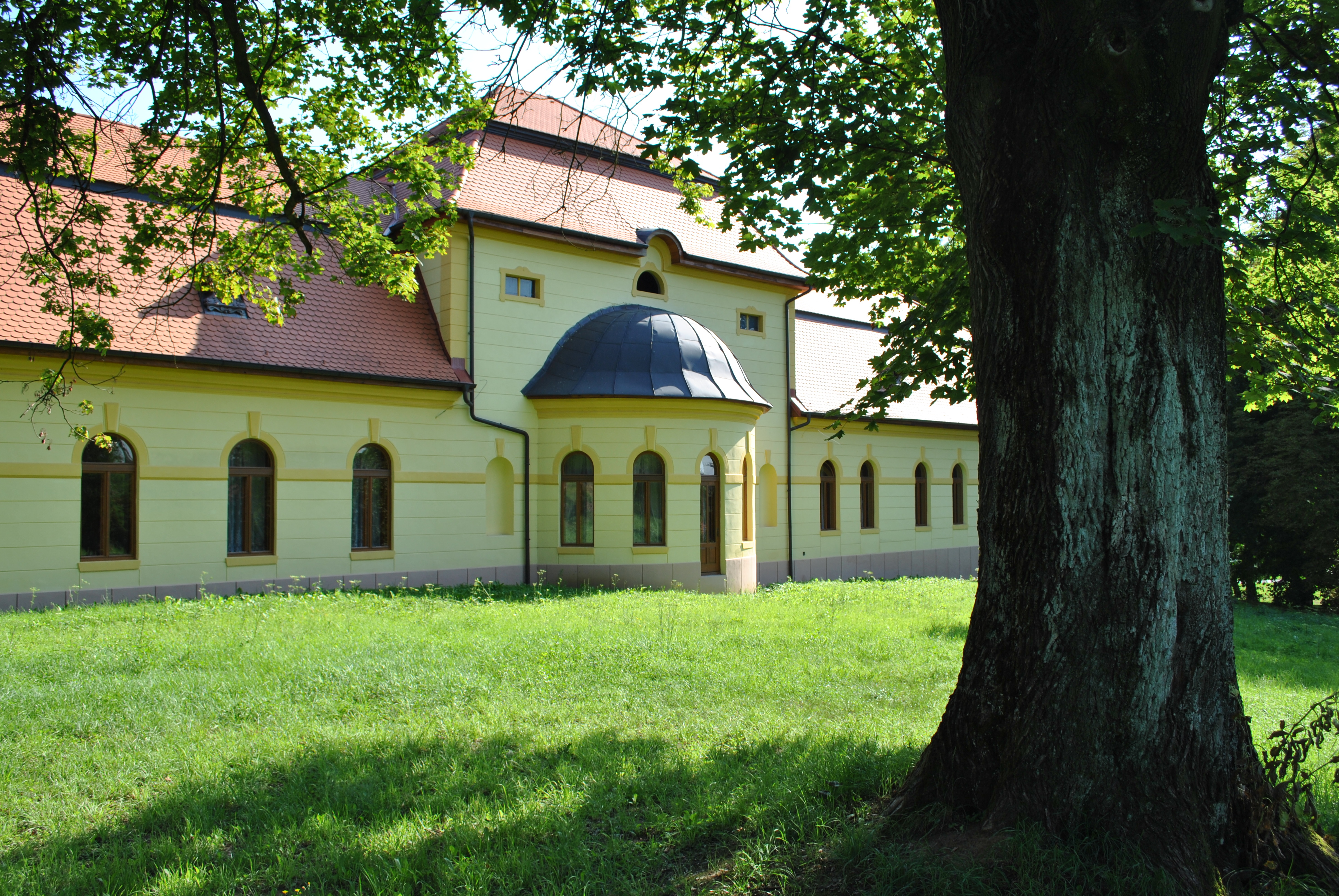
Kaštel

- Kostel svatého Bartoloměje apoštola
- Kostel křesťanské reformované církve

## Osobnosti
- Izidor Mihályk – zakladatel celostátního samovzdělávacího a důchodového spolku pro nevidomé